# Mathys Tel
Mathys Tel, född 27 april 2005, är en fransk fotbollsspelare som spelar för Tottenham Hotspur.

## Klubbkarriär
Tel började spela fotboll som sjuåring i JS Villiers-le-Bel. I september 2016 gick han till Paris FC och efter ett år i klubben blev det vidare flytt till AS Jeunesse Aubervilliers. Efter två år i klubben blev det i oktober 2019 en flytt till Montrouge FC 92.
I augusti 2020 gick Tel till Rennes akademi och han debuterade samma månad som 15-åring i Uefa Youth League. Tel gjorde sin A-lagsdebut i Ligue 1 den 15 augusti 2021 i en 1–1-match mot Brest, där han blev inbytt i den 85:e minuten mot Benjamin Bourigeaud. Tel var då 16 år och 110 dagar och blev den yngsta spelaren genom tiderna i Rennes, ett rekord som tidigare hölls av Eduardo Camavinga. Han skrev tre dagar senare på sitt första proffskontrakt med Rennes; ett treårskontrakt.
Den 26 juli 2022 värvades Tel av Bayern München, där han skrev på ett femårskontrakt.
Den 3 februari 2025 anslöt Mathys till Premier League-klubben Tottenham Hotspur på lån med en köpoption av ett sexårskontrakt för £45m i slutet av säsongen.
16 juni 2025 skrev Tel kontrakt med Tottenham till 2031. 

## Landslagskarriär
Tel debuterade för Frankrikes U18-landslag den 1 september 2021 i en 2–1-vinst över Schweiz, där han även gjorde sitt första mål. Tel gjorde även ett mål i en match mot Spanien fyra dagar senare.